# IAI 네셔
IAI 네셔(IAI Nesher)는 이스라엘 공군의 전투기이다. 다소 미라주 5 다목적 전투기를 불법 카피했다.

## 역사

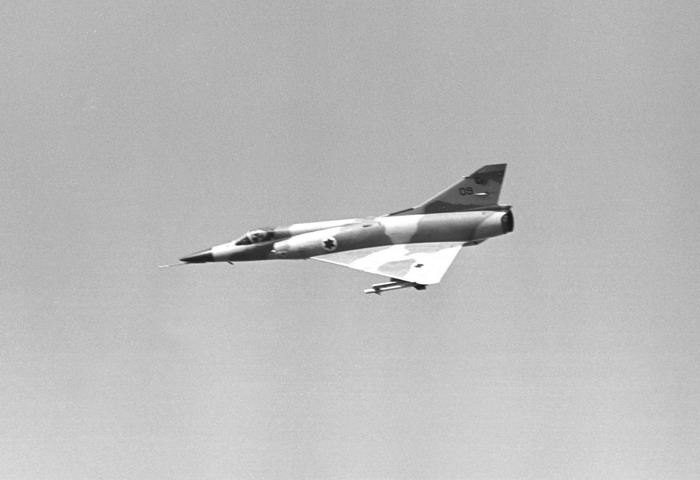
1973년 욤 키푸르 전쟁에서 IAI 네셔 전투기가 골란고원 상공을 비행중이다.

다소 미라주 III는 1400대나 생산된 베스트셀러 전투기이다. 1960년대 이스라엘은 다소 항공과 합작개발을 하여 다소 미라주 III 전천후 전투기에서 몇몇 장비를 제거하는 대신 연료량을 더 늘린 주간용 전투기 개발을 요구했으며, 그것이 다소 미라주 5 공격기이다. 개발 완료된 다소 미라주 5를 이스라엘이 수입하려고 하자 프랑스 정부가 엠바고 조치를 하였다.
건국의 아버지 다비드 벤 구리온(David Ben Gurion)이 1953년 설립한 베덱 항공은 프랑스의 엠바고 조치가 시작되자 본격적인 항공기 제조업에 도전하게 되었다. 베덱 항공은 이스라엘 항공우주산업(IAI)으로 사명을 바꿨고 이스라엘 정부가 스파이를 통해 유출시킨 설계를 기반으로 다소 미라주 III의 카피판인 IAI 네셔를 만들 수 있었다. 이를 통해 독자적인 제조기술을 쌓았고, 뒤이어 1973년에는 IAI 네셔를 개량하여 이스라엘 최초의 독자 개발 항공기인 IAI 크피르를 개발했다.
이스라엘이 개발한 레이더와 미국 제네럴 일렉트릭 엔진을 장착했다.

## 파생형
네셔 S1인승 공격기, 이스라엘 공군
네셔 T2인승 훈련기, 이스라엘 공군
네셔 A1인승 전투기, 아르헨티나 공군
네셔 B2인승 훈련기, 아르헨티나 공군

## 제원
일반 특성
- 승무원: one
- 용량: 9259 lb
- 길이: 51.35ft (15.65m)
- 날개폭: 8.22 ()
- 높이: 13.94ft (4.25m)
- 날개면적: 374.6 ft² (34.8m²)
- 공허중량: 14551lbs (6,600kg)
- 탑재중량: 29762 lb (13,500kg)
- 최대이륙중량: 13,500kg ()

성능
- 최대속도: mach 2.1 (39,370ft)
- 항속거리: 1,300km () 1186 with 4700 litres of auxiliary fuel in drop tanks plus 2 Air to Air missiles and 2600 lb of bombs
- 상승한도: 55,775ft (17,680m)
- 상승률: 16,400ft/min (83m/s)

무장
최대 4200 kg

## 같이 보기
- 다소 미라주 5
- IAI 크피르